# Cementiri de Deià

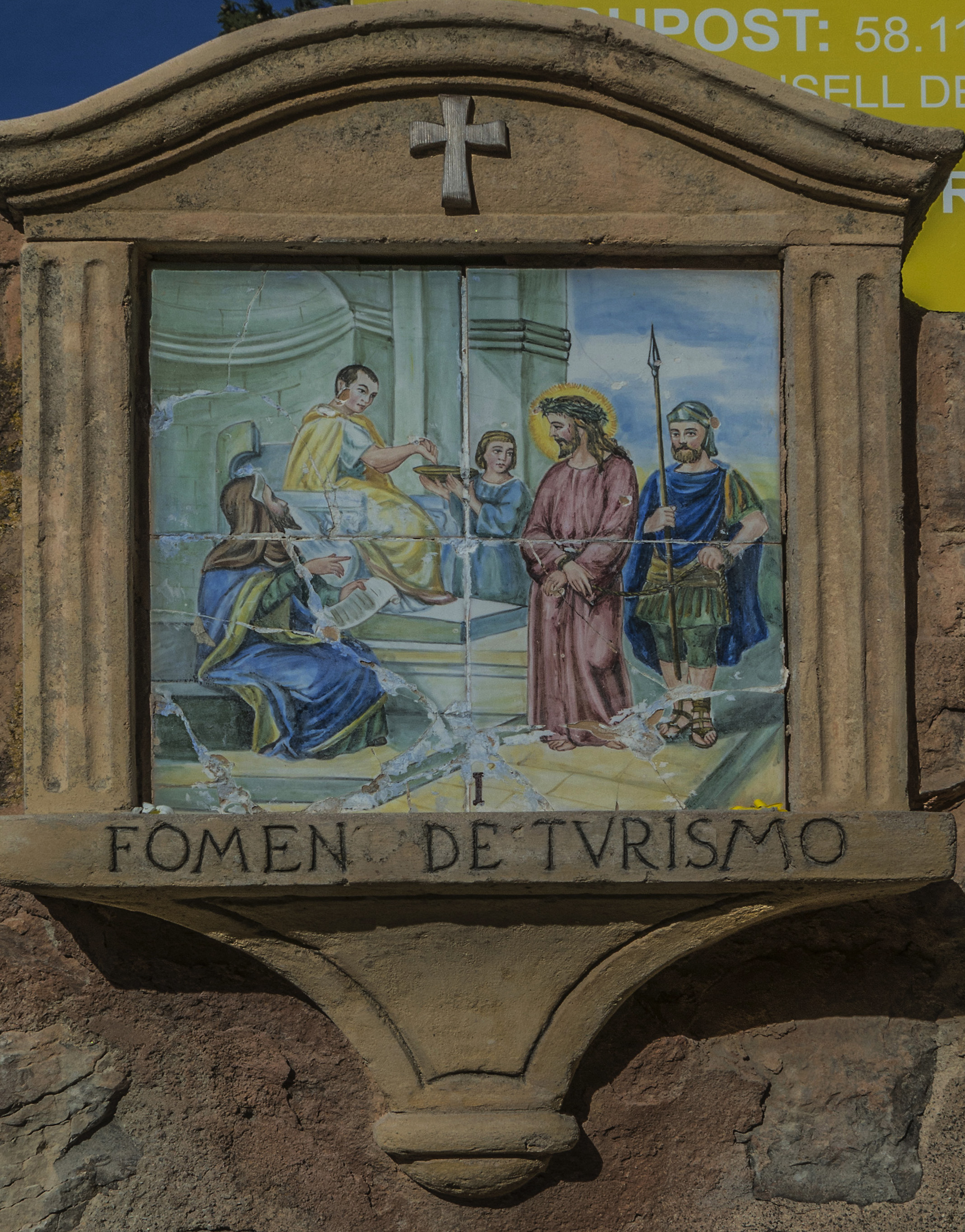
Detall a la paret exterior del Cementiri

El cementiri de Deià és un dels llocs més visitat de la vila de Deià, Mallorca. Data de principis del segle xvii, i està situat just darrere l'Església de Sant Joan Baptista, de cara a la mar i a dalt de tot del Puig de Deià; la seva vista panòramica sobre la costa i la vall deianenques és magnífica.
Caracteritzat per la integració de la majoria de les tombes en el paisatge, sovint podem oblidar que ens trobam en un cementiri i perdre'ns entre les flors, les plantes aromàtiques i els xiprers.
Aquí hi descansen generacions de deianencs anònims mesclats amb els nombrosos artistes i intel·lectuals que han triat Deià per a ser-hi enterrats:
- Antoni Gelabert Massot (pintor).
- Antoni Ribas Prats (pintor).
- El poeta anglès Robert Graves (en la seva làpida només hi trobarem una senzilla inscripció que diu "Robert Graves, poeta. 1895-1985").
- Norman Yanikun (pintor).
- Ulrich Leman (pintor).
- Joan Mas i Bauzà (escriptor).